# Mariages arabes préislamiques
 (mars 2025).
Si vous disposez d'ouvrages ou d'articles de référence ou si vous connaissez des sites web de qualité traitant du thème abordé ici, merci de compléter l'article en donnant les références utiles à sa vérifiabilité et en les liant à la section « Notes et références ».

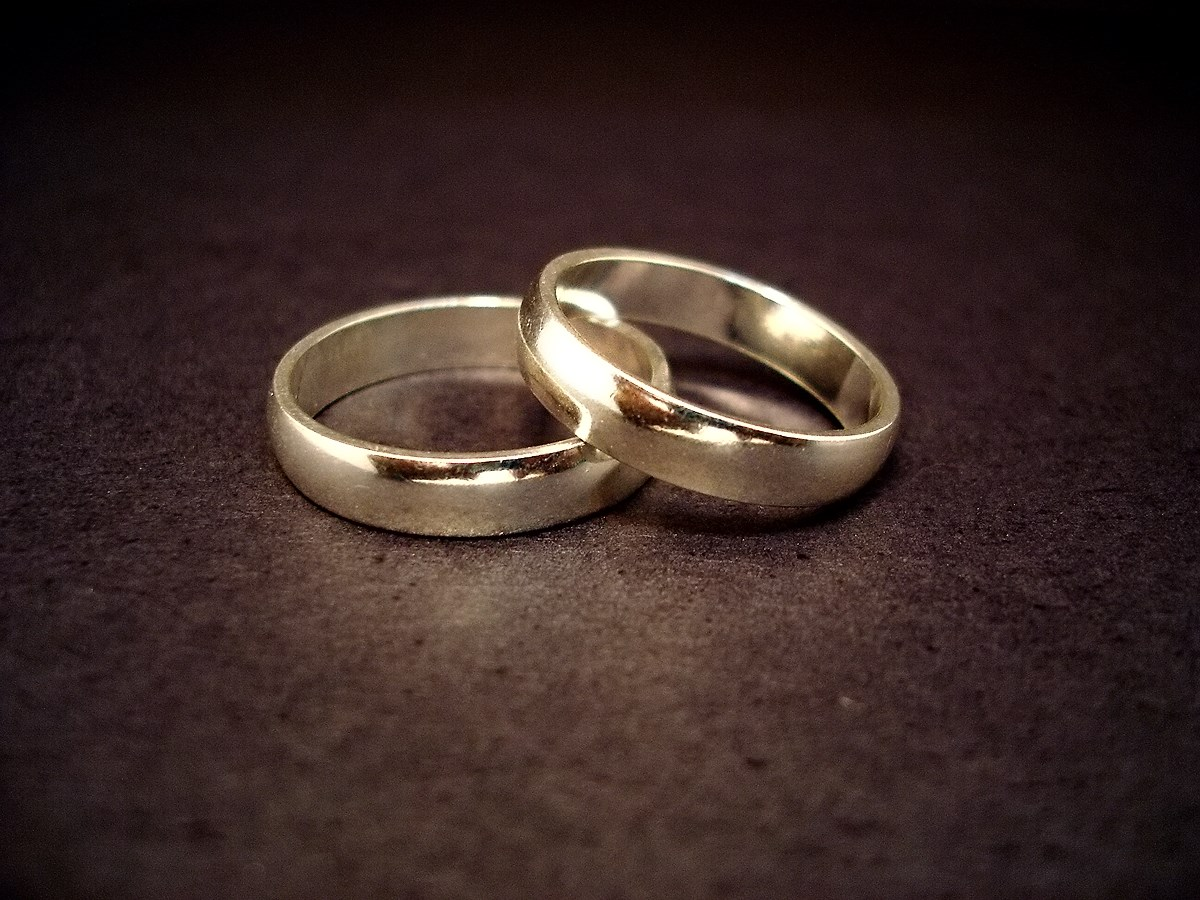
Les Arabes pratiquaient la polygynie et certaines formes proches de la polyandrie avant Mahomet. Ces dernières furent prohibées pour le fait de la difficulté à déterminer le vrai père pour les règles d'héritage.

Selon les chroniqueurs musulmans, il existait, au moins, sept mariages arabes préislamiques avant la période islamique,,,. Avec l'avènement de l'islam, six types de mariages coutumiers ont été abolis pour ne conserver que le mariage actuel, en y ajoutant, toutefois, quelques nouvelles règles. Requalifiés en adultère, ces pseudo-mariages ont donc été par la suite justiciables de la peine de mort.

## Mariage actuel

### Tahlil
Cela consistait à demander la fille ou la femme  à son tuteur, en présence de plusieurs témoins. Le mari donnait une dot en échange du mariage à sa future femme. Ce type de mariage (qui n'oblige pas à un contrat écrit) appelé tahlil a été conservé par le Coran.

## Mariages requalifiés en adultère

### Istibza
Le terme arabe istibda’ signifie la recherche d’une progéniture.
Sa réalisation est la suivante : pour obtenir une progéniture noble, le mari envoie sa femme chez une personne considérée comme noble et évite toute relation sexuelle avec elle jusqu'à ce qu'elle tombe enceinte de l'autre. 
L’enfant né de ses relations est rattaché à son mari. L’initiative vient parfois de la femme. On peut comparer ce mariage à l’insémination artificielle où la femme recourt au sperme d’un autre homme que le sien pour des raisons de stérilité. 

### Badal
Le terme arabe Nikah al-badal signifie mariage par échange d’épouse : deux hommes échangent les femmes après en avoir divorcé.[réf. nécessaire]

### Râba'
Le "nikah ar-râba'" consiste en ce qu'une femme dispose un drapeau devant sa porte et accueille des hommes (sexuellement). 
Lorsqu'elle tombe enceinte et accouche, tous les hommes qui ont eu un rapport avec elle se rassemblent, et un kaif (à partir des formes des pieds des mâles et ceux du nourrisson) détermine qui est le père.

### Mukhadanah
Le "nikah mukhadanah" s'opère ainsi : jusqu'à dix mâles ont des rapports avec une même femme. Lorsque celle-ci tombe enceinte, elle choisit comme père celui qu'elle désire. L'homme ne peut pas refuser..

### Shighar
Le "nikah shigar" se réalise de la manière suivante : Un homme donne en mariage sa fille ou sa sœur, contre la fille ou la sœur d'un autre, sans payer de dot.  
Cette pratique a encore cours dans les pays arabes, bien que l'absence de dot rende caduque la validité du mariage, ou suspende sa consommation et les droits de l'époux jusqu'à ce qu'il donne la dot, des juristes musulmans sont partagés concernant la validité de ce mariage.  
Certains estiment qu’il est valide à la condition que chacune des femmes reçoive la dot d’équivalence. La majorité dit qu’il s’agit d’un mariage nul.

### Mut'a
Pour un "nikah mut'a", l'homme convient avec une femme d'une durée pour un mariage, toujours une esclave, jamais une femme libre et encore moins de bonne lignée.
Ce type de mariage a été formellement interdit selon les quatre écoles sunnites, les chiites zaydite et les chiites ismaéliens. 
Selon les chiites imamites ce mariage est encore valide.

### Mudamadah
Le terme mudamadah signifie avoir des rapports avec un autre homme que le mari. 
En période de famine, des tribus pauvres poussent leurs femmes à se rattacher à des hommes riches lors des marchés publics. 
Par la suite, elles reviennent vers leurs maris avec ce qu’elles ont acquis comme nourriture et biens. Cela s'apparente à du proxénétisme de circonstances. L'islam a combattu cela par l'obligation de la zakat al maal, el fitr et la sadaqa et de sanctions publiques jusqu'à ce que cela soit éradiqué.

### Dhawaq
Le terme dhawaq signifie dégustation. 
Cette coutume qui s'apparente à un mariage temporaire (sans que l'intention soit clairement déclarée) formé sans imposer les conditions strictes (consentement d'un tuteur légal ou d'un chef détenant le pouvoir exécutif) aurait été largement répandue parmi les arabes de la période préislamique. 
N'aimant pas être liés par des mariages permanents, ils préfèrent le mariage dhawaq. 
Ce terme provient du nom d’une femme appelée Dhawaqah, qui se serait mariée avec des hommes les uns après les autres pour les déguster. 
La littérature rapporte de nombreux cas de femmes agissant de la sorte. 
L’une d’elles, appelée Um Kharijah, aurait épousé une quarantaine d’hommes provenant de vingt tribus. Une locution arabe disait à cet égard: "Plus rapide que le mariage d’Um Kharijah" .

### Al-maqt
En Arabie préislamique, lorsqu'un homme meurt et laisse une femme et des enfants d'une autre femme, le plus âgé de ces enfants "hérite" de la veuve.
S'il la refuse ou y renonce ultérieurement, elle passe à un autre enfant. 
Ce mariage se faisait sans contrat et sans dot. 
En l'absence d'enfants, elle passait aux plus proches. 
La femme ne pouvait s'en libérer que si elle parvenait à payer son acquéreur. 
On connaît une variante de ce système dans l'Ancien Testament sous le nom du lévirat (Dt 25,5-10). Le principe est le même à l'exception qu'il s'applique lorsqu'un homme meurt sans laisser de fils. Sa femme revient alors à son frère et si ce dernier conçoit un enfant avec elle, alors l'enfant portera le nom du défunt et non du frère.
Le Coran condamne ce mariage (4:19 et 22).